# عباس أباد أسفك (كوه بنج)
عباس أباد أسفك (بالفارسية: عباس‌آباد اسفک) هي قرية تقع في إيران في البلدة المركزية. يقدر عدد سكانها بـ 43 نسمة .